# فهرست طولانی‌ترین باندهای فرودگاه
این مقاله شامل فهرست طولانی‌ترین باندهای فرودگاه است.

## فهرست فرودگاه‌های با باند سخت بیش از۴٬۰۰۰ متر (۱۳٬۱۲۳ فوت)
پایگاه نیرو هوایی ون‌دن‌برگ
| فرودگاه کامدو بامدا                                  | جمهوری خلق چین                                                  | ۳۰°۳۳′۱۳″ شمالی ۰۹۷°۰۶′۳۱″ شرقی / ۳۰٫۵۵۳۶۱°شمالی ۹۷٫۱۰۸۶۱°شرقی  | ۵٬۵۰۰  | ۱۸٬۰۴۵ |  |  |
| فرودگاه رامنسکویه                                    | روسیه                                                           | ۵۵°۳۳′۱۲″ شمالی ۰۳۸°۰۹′۰۶″ شرقی / ۵۵٫۵۵۳۳۳°شمالی ۳۸٫۱۵۱۶۷°شرقی  | ۵٬۴۰۲  | ۱۷٬۷۲۳ |  |  |
| فرودگاه اولیانوفسک ووستوچنی                          | روسیه                                                           | ۵۴°۲۴′۰۴″ شمالی ۰۴۸°۴۸′۱۰″ شرقی / ۵۴٫۴۰۱۱۱°شمالی ۴۸٫۸۰۲۷۸°شرقی  | ۵٬۰۰۰  | ۱۶٬۴۰۴ |  |  |
| فرودگاه امبرار ونیداد گاویاو پیکسوتو                 | برزیل                                                           | ۲۱°۴۶′۲۵″ جنوبی ۰۴۸°۲۴′۱۸″ غربی / ۲۱٫۷۷۳۶۱°جنوبی ۴۸٫۴۰۵۰۰°غربی  | ۴٬۹۶۷  | ۱۶٬۲۹۶ |  |  |
| فرودگاه اوپینگتون                                    | آفریقای جنوبی                                                   | ۲۸°۲۴′۰۴″ جنوبی ۰۲۱°۱۵′۳۵″ شرقی / ۲۸٫۴۰۱۱۱°جنوبی ۲۱٫۲۵۹۷۲°شرقی  | ۴٬۹۰۰  | ۱۶٬۰۷۶ |  |  |
| فرودگاه بین‌المللی دنور                               | ایالات متحده آمریکا                                             | ۳۹°۵۱′۴۲″ شمالی ۱۰۴°۴۰′۲۳″ غربی / ۳۹٫۸۶۱۶۷°شمالی ۱۰۴٫۶۷۳۰۶°غربی | ۴٬۸۷۷  | ۱۶٬۰۰۱ |  |  |
| فرودگاه بین‌المللی نیو دوحه, A                        | قطر                                                             | ۲۵°۱۶′۲۳″ شمالی ۰۵۱°۳۶′۲۹″ شرقی / ۲۵٫۲۷۳۰۶°شمالی ۵۱٫۶۰۸۰۶°شرقی  | ۴٬۸۵۰  | ۱۵٬۹۱۲ |  |  |
| فرودگاه مادرید-تورجون                                | اسپانیا                                                         | ۴۰°۲۹′۴۸″ شمالی ۰۰۳°۲۶′۴۵″ غربی / ۴۰٫۴۹۶۶۷°شمالی ۳٫۴۴۵۸۳°غربی   | ۴٬۸۱۸  | ۱۵٬۸۰۷ |  |  |
| فرودگاه بین‌المللی اربیل                              | عراق                                                            | ۳۶°۱۴′۱۵″ شمالی ۰۴۳°۵۷′۴۷″ شرقی / ۳۶٫۲۳۷۵۰°شمالی ۴۳٫۹۶۳۰۶°شرقی  | ۴٬۸۰۰  | ۱۵٬۷۴۸ |  |  |
| فرودگاه بین‌المللی حراره                              | زیمبابوه                                                        | ۱۷°۵۵′۵۴″ جنوبی ۰۳۱°۰۵′۳۴″ شرقی / ۱۷٫۹۳۱۶۷°جنوبی ۳۱٫۰۹۲۷۸°شرقی  | ۴٬۷۲۵  | ۱۵٬۵۰۲ |  |  |
| فرودگاه ان دیلی                                      | جمهوری دموکراتیک کنگو                                           | ۰۴°۲۳′۰۸″ جنوبی ۰۱۵°۲۶′۴۰″ شرقی / ۴٫۳۸۵۵۶°جنوبی ۱۵٫۴۴۴۴۴°شرقی   | ۴٬۷۰۰  | ۱۵٬۴۲۰ |  |  |
| فرودگاه پارک ملی هوانگ                               | زیمبابوه                                                        | ۱۸°۳۷′۴۸″ جنوبی ۰۲۷°۰۱′۱۶″ شرقی / ۱۸٫۶۳۰۰۰°جنوبی ۲۷٫۰۲۱۱۱°شرقی  | ۴٬۶۰۰  | ۱۵٬۰۹۲ |  |  |
| فرودگاه حمل و نقل سوترن کالیفرنیا حمل و نقل          | ایالات متحده آمریکا                                             | ۳۴°۳۵′۵۱″ شمالی ۱۱۷°۲۲′۵۹″ غربی / ۳۴٫۵۹۷۵۰°شمالی ۱۱۷٫۳۸۳۰۶°غربی | ۴٬۵۸۷  | ۱۵٬۰۴۹ |  |  |
| پایگاه نیروی هوایی ادواردز, B                        | ایالات متحده آمریکا                                             | ۳۴°۵۴′۲۰″ شمالی ۱۱۷°۵۳′۰۱″ غربی / ۳۴٫۹۰۵۵۶°شمالی ۱۱۷٫۸۸۳۶۱°غربی | ۴٬۵۷۹  | ۱۵٬۰۲۳ |  |  |
| فرودگاه بین‌المللی دوحه                               | قطر                                                             | ۲۵°۱۵′۴۰″ شمالی ۰۵۱°۳۳′۵۴″ شرقی / ۲۵٫۲۶۱۱۱°شمالی ۵۱٫۵۶۵۰۰°شرقی  | ۴٬۵۷۲  | ۱۵٬۰۰۰ |  |  |
| فرودگاه تداراکاتی فرود شاتل                          | ایالات متحده آمریکا                                             | ۲۸°۳۶′۵۴″ شمالی ۰۸۰°۴۱′۴۰″ غربی / ۲۸٫۶۱۵۰۰°شمالی ۸۰٫۶۹۴۴۴°غربی  | ۴٬۵۷۲  | ۱۵٬۰۰۰ |  |  |
| پایگاه نیرو هوایی ون‌دن‌برگ                            | ایالات متحده آمریکا                                             | ۳۴°۴۳′۴۶″ شمالی ۱۲۰°۳۴′۳۶″ غربی / ۳۴٫۷۲۹۴۴°شمالی ۱۲۰٫۵۷۶۶۷°غربی | ۴٬۵۷۲  | ۱۵٬۰۰۰ |  |  |
| ایالات متحده آمریکا                                  | ۳۴°۴۳′۴۶″ شمالی ۱۲۰°۳۴′۳۶″ غربی / ۳۴٫۷۲۹۴۴°شمالی ۱۲۰٫۵۷۶۶۷°غربی | ۴٬۵۷۲                                                           | ۱۵٬۰۰۰ |        |  |  |
| فرودگاه شهدای بجنورد                                 | ایران                                                           | ۳۷°۲۹′۳۵″ شمالی ۵۷°۱۸′۳۰″ شرقی / ۳۷٫۴۹۳۰۶°شمالی ۵۷٫۳۰۸۳۳°شرقی   | ۴٬۵۷۰  | ۱۴٬۹۹۳ |  |  |
| فرودگاه بین‌المللی ویندهوک هوسیا کوتاکو               | نامیبیا                                                         | ۲۲°۲۹′۱۲″ جنوبی ۰۱۷°۲۷′۴۵″ شرقی / ۲۲٫۴۸۶۶۷°جنوبی ۱۷٫۴۶۲۵۰°شرقی  | ۴٬۵۳۲  | ۱۴٬۸۶۹ |  |  |
| فرودگاه بین‌المللی آل مکتوم                           | امارات متحده عربی                                               | ۲۴°۵۳′۱۰″ شمالی ۰۵۵°۱۰′۲۰″ شرقی / ۲۴٫۸۸۶۱۱°شمالی ۵۵٫۱۷۲۲۲°شرقی  | ۴٬۵۰۰  | ۱۴٬۷۶۴ |  |  |
| فرودگاه بین‌المللی آلماآتی                            | قزاقستان                                                        | ۴۳°۲۱′۰۷″ شمالی ۰۷۷°۰۲′۲۶″ شرقی / ۴۳٫۳۵۱۹۴°شمالی ۷۷٫۰۴۰۵۶°شرقی  | ۴٬۵۰۰  | ۱۴٬۷۶۴ |  |  |
| فرودگاه مافیکنگ                                      | آفریقای جنوبی                                                   | ۲۵°۴۸′۲۷″ جنوبی ۰۲۵°۳۲′۴۰″ شرقی / ۲۵٫۸۰۷۵۰°جنوبی ۲۵٫۵۴۴۴۴°شرقی  | ۴٬۵۰۰  | ۱۴٬۷۶۴ |  |  |
| فرودگاه بین‌المللی کونمینگ چانگشوی                    | جمهوری خلق چین                                                  | ۲۵°۰۵′۳۹″ شمالی ۱۰۲°۵۶′۰۴″ شرقی / ۲۵٫۰۹۴۱۷°شمالی ۱۰۲٫۹۳۴۴۴°شرقی | ۴٬۵۰۰  | ۱۴٬۷۶۴ |  |  |
| فرودگاه بوشهر                                        | ایران                                                           | ۲۸°۵۶′۴۱″ شمالی ۰۵۰°۵۰′۰۴″ شرقی / ۲۸٫۹۴۴۷۲°شمالی ۵۰٫۸۳۴۴۴°شرقی  | ۴٬۴۷۰  | ۱۴٬۶۶۵ |  |  |
| فرودگاه مادرید-باراخاس                               | اسپانیا                                                         | ۴۰°۲۹′۰۳″ شمالی ۰۰۳°۳۴′۰۰″ غربی / ۴۰٫۴۸۴۱۷°شمالی ۳٫۵۶۶۶۷°غربی   | ۴٬۴۷۰  | ۱۴٬۶۶۵ |  |  |
| فرودگاه بین‌المللی جان اف کندی                        | ایالات متحده آمریکا                                             | ۴۰°۳۸′۲۳″ شمالی ۰۷۳°۴۶′۴۴″ غربی / ۴۰٫۶۳۹۷۲°شمالی ۷۳٫۷۷۸۸۹°غربی  | ۴٬۴۴۲  | ۱۴٬۵۷۳ |  |  |
| فرودگاه بین‌المللی ایندیرا گاندی                      | هند                                                             | ۲۸°۳۳′۵۹″ شمالی ۰۷۷°۰۶′۱۱″ شرقی / ۲۸٫۵۶۶۳۹°شمالی ۷۷٫۱۰۳۰۶°شرقی  | ۴٬۴۳۰  | ۱۴٬۵۳۴ |  |  |
| پایگاه نیروی هوایی ایلسون، آلاسکا                    | ایالات متحده آمریکا                                             | ۶۴°۳۹′۵۶″ شمالی ۱۴۷°۰۶′۰۵″ غربی / ۶۴٫۶۶۵۵۶°شمالی ۱۴۷٫۱۰۱۳۹°غربی | ۴٬۴۲۹  | ۱۴٬۵۳۱ |  |  |
| فرودگاه بین‌المللی مک‌کاران                            | ایالات متحده آمریکا                                             | ۳۶°۰۴′۴۸″ شمالی ۱۱۵°۰۹′۰۸″ غربی / ۳۶٫۰۸۰۰۰°شمالی ۱۱۵٫۱۵۲۲۲°غربی | ۴٬۴۲۳  | ۱۴٬۵۱۱ |  |  |
| فرودگاه بین‌المللی اولیور تامبو                       | آفریقای جنوبی                                                   | ۲۶°۰۸′۲۱″ جنوبی ۰۲۸°۱۴′۴۶″ شرقی / ۲۶٫۱۳۹۱۷°جنوبی ۲۸٫۲۴۶۱۱°شرقی  | ۴٬۴۱۸  | ۱۴٬۴۹۵ |  |  |
| فرودگاه بین‌المللی شهید بهشتی اصفهان                  | ایران                                                           | ۳۲°۴۵′۰۳″ شمالی ۰۵۱°۵۱′۴۰″ شرقی / ۳۲٫۷۵۰۸۳°شمالی ۵۱٫۸۶۱۱۱°شرقی  | ۴٬۳۹۷  | ۱۴٬۴۲۶ |  |  |
| فرودگاه بین‌المللی شهید دستغیب شیراز                  | ایران                                                           | ۲۹°۳۲′۲۱″ شمالی ۰۵۲°۳۵′۲۴″ شرقی / ۲۹٫۵۳۹۱۷°شمالی ۵۲٫۵۹۰۰۰°شرقی  | ۴٬۳۷۲  | ۱۴٬۳۴۴ |  |  |
| پایگاه هوایی شهید نوژه                               | ایران                                                           | ۳۵°۱۲′۴۲″ شمالی ۰۴۸°۳۹′۱۲″ شرقی / ۳۵٫۲۱۱۶۷°شمالی ۴۸٫۶۵۳۳۳°شرقی  | ۴٬۳۵۹  | ۱۴٬۳۰۱ |  |  |
| پایگاه هوایی فالون                                   | ایالات متحده آمریکا                                             | ۳۹°۲۴′۵۹″ شمالی ۱۱۸°۴۲′۰۴″ غربی / ۳۹٫۴۱۶۳۹°شمالی ۱۱۸٫۷۰۱۱۱°غربی | ۴٬۲۶۹  | ۱۴٬۰۰۶ |  |  |
| فرودگاه بین‌المللی ماندالای                           | میانمار                                                         | ۲۱°۴۲′۰۸″ شمالی ۰۹۵°۵۸′۴۱″ شرقی / ۲۱٫۷۰۲۲۲°شمالی ۹۵٫۹۷۸۰۶°شرقی  | ۴٬۲۶۸  | ۱۴٬۰۰۳ |  |  |
| فرودگاه بین‌المللی زاهدان                             | ایران                                                           | ۲۹°۲۹′۳۲″ شمالی ۰۶۰°۵۴′۲۲″ شرقی / ۲۹٫۴۹۲۲۲°شمالی ۶۰٫۹۰۶۱۱°شرقی  | ۴٬۲۶۵  | ۱۳٬۹۹۳ |  |  |
| فرودگاه بین‌المللی راجیو گاندی                        | هند                                                             | ۱۷°۱۵′۰۰″ شمالی ۰۷۸°۲۵′۰۰″ شرقی / ۱۷٫۲۵۰۰۰°شمالی ۷۸٫۴۱۶۶۷°شرقی  | ۴٬۲۶۰  | ۱۳٬۹۷۶ |  |  |
| پایگاه نیروی هوایی فیرچایلد                          | ایالات متحده آمریکا                                             | ۴۷°۳۶′۵۴″ شمالی ۱۱۷°۳۹′۲۰″ غربی / ۴۷٫۶۱۵۰۰°شمالی ۱۱۷٫۶۵۵۵۶°غربی | ۴٬۲۳۶  | ۱۳٬۸۹۸ |  |  |
| فرودگاه دیرستان                                      | ایران                                                           | ۳۶°۴۵′۱۶″ شمالی ۰۵۵°۵۴′۰۸″ شرقی / ۳۶٫۷۵۴۴۴°شمالی ۵۵٫۹۰۲۲۲°شرقی  | ۴٬۲۲۶  | ۱۳٬۸۶۵ |  |  |
| فرودگاه پاری-شارل-دو-گل                              | فرانسه                                                          | ۴۹°۰۰′۴۶″ شمالی ۰۰۲°۳۳′۰۰″ شرقی / ۴۹٫۰۱۲۷۸°شمالی ۲٫۵۵۰۰۰°شرقی   | ۴٬۲۱۵  | ۱۳٬۸۲۹ |  |  |
| فرودگاه بین‌المللی ملک خالد                           | عربستان سعودی                                                   | ۲۴°۵۷′۲۸″ شمالی ۰۴۶°۴۱′۵۶″ شرقی / ۲۴٫۹۵۷۷۸°شمالی ۴۶٫۶۹۸۸۹°شرقی  | ۴٬۲۰۵  | ۱۳٬۷۹۶ |  |  |
| پایگاه نیروی هوایی کرتلند/فرودگاه بین‌المللی آلبوکرکی | ایالات متحده آمریکا                                             | ۳۵°۰۲′۲۵″ شمالی ۱۰۶°۳۶′۳۳″ غربی / ۳۵٫۰۴۰۲۸°شمالی ۱۰۶٫۶۰۹۱۷°غربی | ۴٬۲۰۴  | ۱۳٬۷۹۳ |  |  |
| فرودگاه بین‌المللی اینکا مانکو کاپاک                  | پرو                                                             | ۱۵°۲۸′۰۱″ جنوبی ۰۷۰°۰۹′۲۹″ غربی / ۱۵٫۴۶۶۹۴°جنوبی ۷۰٫۱۵۸۰۶°غربی  | ۴٬۲۰۰  | ۱۳٬۷۸۰ |  |  |
| فرودگاه بین‌المللی ال آی سی. آدولفو لوپز ماتئوس       | مکزیک                                                           | ۱۹°۲۰′۱۳″ شمالی ۰۹۹°۳۳′۵۷″ غربی / ۱۹٫۳۳۶۹۴°شمالی ۹۹٫۵۶۵۸۳°غربی  | ۴٬۲۰۰  | ۱۳٬۷۸۰ |  |  |
| فرودگاه بین‌المللی مناس                               | قرقیزستان                                                       | ۴۳°۰۳′۴۱″ شمالی ۰۷۴°۲۸′۳۹″ شرقی / ۴۳٫۰۶۱۳۹°شمالی ۷۴٫۴۷۷۵۰°شرقی  | ۴٬۲۰۰  | ۱۳٬۷۸۰ |  |  |
| فرودگاه بین‌المللی امام خمینی                         | ایران                                                           | ۳۵°۲۴′۵۸″ شمالی ۰۵۱°۰۹′۰۸″ شرقی / ۳۵٫۴۱۶۱۱°شمالی ۵۱٫۱۵۲۲۲°شرقی  | ۴٬۱۹۸  | ۱۳٬۷۷۳ |  |  |
| پایگاه هوایی الجوفرا                                 | لیبی                                                            | ۲۹°۱۱′۵۳″ شمالی ۰۱۶°۰۰′۰۴″ شرقی / ۲۹٫۱۹۸۰۶°شمالی ۱۶٫۰۰۱۱۱°شرقی  | ۴٬۱۸۵  | ۱۳٬۷۳۰ |  |  |
| پایگاه هوایی بن گوریر                                | مراکش                                                           | ۳۲°۰۷′۵۰″ شمالی ۰۰۷°۵۴′۳۹″ غربی / ۳۲٫۱۳۰۵۶°شمالی ۷٫۹۱۰۸۳°غربی   | ۴٬۱۸۲  | ۱۳٬۷۲۰ |  |  |
| پایگاه نیروی هوایی دیویس–مونتهن                      | ایالات متحده آمریکا                                             | ۳۲°۰۹′۵۹″ شمالی ۱۱۰°۵۲′۵۹″ غربی / ۳۲٫۱۶۶۳۹°شمالی ۱۱۰٫۸۸۳۰۶°غربی | ۴٬۱۵۸  | ۱۳٬۶۴۲ |  |  |
| فرودگاه بربرا                                        | سومالی                                                          | ۱۰°۲۳′۲۱″ شمالی ۰۴۴°۵۶′۲۷″ شرقی / ۱۰٫۳۸۹۱۷°شمالی ۴۴٫۹۴۰۸۳°شرقی  | ۴٬۱۴۰  | ۱۳٬۵۸۳ |  |  |
| فرودگاه صحرایی ارتشی بیگز                            | ایالات متحده آمریکا                                             | ۳۱°۵۰′۵۸″ شمالی ۱۰۶°۲۲′۴۸″ غربی / ۳۱٫۸۴۹۴۴°شمالی ۱۰۶٫۳۸۰۰۰°غربی | ۴٬۱۳۱  | ۱۳٬۵۵۳ |  |  |
| فرودگاه بین‌المللی کوالالامپور                        | مالزی                                                           | ۰۲°۴۴′۴۴″ شمالی ۱۰۱°۴۲′۳۵″ شرقی / ۲٫۷۴۵۵۶°شمالی ۱۰۱٫۷۰۹۷۲°شرقی  | ۴٬۱۲۴  | ۱۳٬۵۳۰ |  |  |
| پایگاه نیروی هوایی هیل                               | ایالات متحده آمریکا                                             | ۴۱°۰۷′۲۶″ شمالی ۱۱۱°۵۸′۲۲″ غربی / ۴۱٫۱۲۳۸۹°شمالی ۱۱۱٫۹۷۲۷۸°غربی | ۴٬۱۱۷  | ۱۳٬۵۰۷ |  |  |
| فرودگاه بین‌المللی جومو کنیاتا                        | کنیا                                                            | ۰۱°۱۹′۰۹″ جنوبی ۰۳۶°۵۵′۴۰″ شرقی / ۱٫۳۱۹۱۷°جنوبی ۳۶٫۹۲۷۷۸°شرقی   | ۴٬۱۱۷  | ۱۳٬۵۰۷ |  |  |
| محله هوایی کلینتون-شرمان اینداستریال                 | ایالات متحده آمریکا                                             | ۳۵°۲۰′۲۳″ شمالی ۰۹۹°۱۲′۰۲″ غربی / ۳۵٫۳۳۹۷۲°شمالی ۹۹٫۲۰۰۵۶°غربی  | ۴٬۱۱۶  | ۱۳٬۵۰۴ |  |  |
| فرودگاه بین‌المللی شهرستان گرنت                       | ایالات متحده آمریکا                                             | ۴۷°۱۲′۲۸″ شمالی ۱۱۹°۱۹′۱۳″ غربی / ۴۷٫۲۰۷۷۸°شمالی ۱۱۹٫۳۲۰۲۸°غربی | ۴٬۱۱۶  | ۱۳٬۵۰۴ |  |  |
| پایگاه نیروی هوایی دیس                               | ایالات متحده آمریکا                                             | ۳۲°۲۵′۱۵″ شمالی ۰۹۹°۵۱′۱۷″ غربی / ۳۲٫۴۲۰۸۳°شمالی ۹۹٫۸۵۴۷۲°غربی  | ۴٬۱۱۵  | ۱۳٬۵۰۱ |  |  |
| پایگاه هوایی نیروهای ویژه ماونتن هووم                | ایالات متحده آمریکا                                             | ۴۳°۰۲′۵۸″ شمالی ۱۱۵°۵۱′۵۹″ غربی / ۴۳٫۰۴۹۴۴°شمالی ۱۱۵٫۸۶۶۳۹°غربی | ۴٬۱۱۵  | ۱۳٬۵۰۱ |  |  |
| پایگاه هوایی لمور                                    | ایالات متحده آمریکا                                             | ۳۶°۱۹′۵۹″ شمالی ۱۱۹°۵۷′۰۷″ غربی / ۳۶٫۳۳۳۰۶°شمالی ۱۱۹٫۹۵۱۹۴°غربی | ۴٬۱۱۵  | ۱۳٬۵۰۱ |  |  |
| پایگاه هوایی امیدیه                                  | ایران                                                           | ۳۰°۵۰′۰۷″ شمالی ۰۴۹°۳۲′۰۶″ شرقی / ۳۰٫۸۳۵۲۸°شمالی ۴۹٫۵۳۵۰۰°شرقی  | ۴٬۱۱۵  | ۱۳٬۵۰۱ |  |  |
| پایگاه نیروی هوایی پیترسون/Colorado Springs Airport  | ایالات متحده آمریکا                                             | ۳۸°۴۸′۲۱″ شمالی ۱۰۴°۴۲′۰۳″ غربی / ۳۸٫۸۰۵۸۳°شمالی ۱۰۴٫۷۰۰۸۳°غربی | ۴٬۱۱۵  | ۱۳٬۵۰۱ |  |  |
| فرودگاه بین‌المللی ریک هازبند آماریلو                 | ایالات متحده آمریکا                                             | ۳۵°۱۳′۱۰″ شمالی ۱۰۱°۴۲′۲۱″ غربی / ۳۵٫۲۱۹۴۴°شمالی ۱۰۱٫۷۰۵۸۳°غربی | ۴٬۱۱۵  | ۱۳٬۵۰۱ |  |  |
| پایگاه نیروی هوایی الزورت                            | ایالات متحده آمریکا                                             | ۴۴°۰۸′۴۲″ شمالی ۱۰۳°۰۶′۱۳″ غربی / ۴۴٫۱۴۵۰۰°شمالی ۱۰۳٫۱۰۳۶۱°غربی | ۴٬۱۱۴  | ۱۳٬۴۹۷ |  |  |
| فرودگاه اینز راجالی                                  | هند                                                             | ۱۳°۰۴′۱۶″ شمالی ۰۷۹°۴۱′۲۸″ شرقی / ۱۳٫۰۷۱۱۱°شمالی ۷۹٫۶۹۱۱۱°شرقی  | ۴٬۱۰۳  | ۱۳٬۴۶۱ |  |  |
| فرودگاه بین‌المللی ابوظبی                             | امارات متحده عربی                                               | ۲۴°۲۵′۰۰″ شمالی ۰۵۴°۲۷′۰۰″ شرقی / ۲۴٫۴۱۶۶۷°شمالی ۵۴٫۴۵۰۰۰°شرقی  | ۴٬۱۰۰  | ۱۳٬۴۵۱ |  |  |
| فرودگاه شهید صدوقی یزد                               | ایران                                                           | ۳۱°۵۴′۱۸″ شمالی ۰۵۴°۱۶′۳۵″ شرقی / ۳۱٫۹۰۵۰۰°شمالی ۵۴٫۲۷۶۳۹°شرقی  | ۴٬۰۹۸  | ۱۳٬۴۴۵ |  |  |
| پایگاه نیروی هوایی التس                              | ایالات متحده آمریکا                                             | ۳۴°۴۰′۰۱″ شمالی ۰۹۹°۱۶′۰۰″ غربی / ۳۴٫۶۶۶۹۴°شمالی ۹۹٫۲۶۶۶۷°غربی  | ۴٬۰۹۷  | ۱۳٬۴۴۲ |  |  |
| فرودگاه بین‌المللی دالاس-فورت ورث                     | ایالات متحده آمریکا                                             | ۳۲°۵۳′۴۹″ شمالی ۰۹۷°۰۲′۱۷″ غربی / ۳۲٫۸۹۶۹۴°شمالی ۹۷٫۰۳۸۰۶°غربی  | ۴٬۰۸۵  | ۱۳٬۴۰۲ |  |  |
| فرودگاه بین‌المللی شارجه                              | امارات متحده عربی                                               | ۲۵°۱۹′۴۳″ شمالی ۰۵۵°۳۱′۰۲″ شرقی / ۲۵٫۳۲۸۶۱°شمالی ۵۵٫۵۱۷۲۲°شرقی  | ۴٬۰۶۰  | ۱۳٬۳۲۰ |  |  |
| پایگاه هوایی مارس جوینت ایر ریسرو                    | ایالات متحده آمریکا                                             | ۳۳°۵۲′۵۰″ شمالی ۱۱۷°۱۵′۳۴″ غربی / ۳۳٫۸۸۰۵۶°شمالی ۱۱۷٫۲۵۹۴۴°غربی | ۴٬۰۵۴  | ۱۳٬۳۰۱ |  |  |
| فرودگاه بین‌المللی یوما                               | ایالات متحده آمریکا                                             | ۳۲°۳۹′۲۴″ شمالی ۱۱۴°۳۶′۲۲″ غربی / ۳۲٫۶۵۶۶۷°شمالی ۱۱۴٫۶۰۶۱۱°غربی | ۴٬۰۵۴  | ۱۳٬۳۰۱ |  |  |
| پایگاه هوایی ریاض                                    | عربستان سعودی                                                   | ۲۴°۴۲′۳۵″ شمالی ۰۴۶°۴۳′۳۱″ شرقی / ۲۴٫۷۰۹۷۲°شمالی ۴۶٫۷۲۵۲۸°شرقی  | ۴٬۰۵۰  | ۱۳٬۲۸۷ |  |  |
| فرودگاه هنگ نادیم                                    | اندونزی                                                         | ۰۱°۰۷′۱۵″ شمالی ۱۰۴°۰۷′۰۷″ شرقی / ۱٫۱۲۰۸۳°شمالی ۱۰۴٫۱۱۸۶۱°شرقی  | ۴٬۰۴۰  | ۱۳٬۲۵۵ |  |  |
| فرودگاه بین‌المللی مهرآباد                            | ایران                                                           | ۳۵°۴۱′۲۱″ شمالی ۰۵۱°۱۸′۴۹″ شرقی / ۳۵٫۶۸۹۱۷°شمالی ۵۱٫۳۱۳۶۱°شرقی  | ۴٬۰۳۸  | ۱۳٬۲۴۸ |  |  |
| پایگاه نیروی هوایی ماینت                             | ایالات متحده آمریکا                                             | ۴۸°۲۴′۵۶″ شمالی ۱۰۱°۲۱′۲۸″ غربی / ۴۸٫۴۱۵۵۶°شمالی ۱۰۱٫۳۵۷۷۸°غربی | ۴٬۰۲۲  | ۱۳٬۱۹۶ |  |  |
| پایگاه نیروی هوایی ماخادو                            | آفریقای جنوبی                                                   | ۲۳°۰۹′۳۶″ جنوبی ۰۲۹°۴۱′۴۸″ شرقی / ۲۳٫۱۶۰۰۰°جنوبی ۲۹٫۶۹۶۶۷°شرقی  | ۴٬۰۲۰  | ۱۳٬۱۸۹ |  |  |
| پایگاه هوایی ال-تاکادوم                              | عراق                                                            | ۳۳°۲۰′۱۷″ شمالی ۰۴۳°۳۵′۴۹″ شرقی / ۳۳٫۳۳۸۰۶°شمالی ۴۳٫۵۹۶۹۴°شرقی  | ۴٬۰۱۹  | ۱۳٬۱۸۶ |  |  |
| فرودگاه ثمامه                                        | عربستان سعودی                                                   | ۲۵°۱۲′۴۶″ شمالی ۰۴۶°۳۸′۲۷″ شرقی / ۲۵٫۲۱۲۷۸°شمالی ۴۶٫۶۴۰۸۳°شرقی  | ۴٬۰۱۴  | ۱۳٬۱۶۹ |  |  |
| فرودگاه شاهزاده محمد بن عبدالعزیز                    | عربستان سعودی                                                   | ۲۴°۳۳′۱۲″ شمالی ۰۳۹°۴۲′۱۸″ شرقی / ۲۴٫۵۵۳۳۳°شمالی ۳۹٫۷۰۵۰۰°شرقی  | ۴٬۰۰۸  | ۱۳٬۱۵۰ |  |  |
| پایگاه هوایی شاهزاده سلطان                           | عربستان سعودی                                                   | ۲۴°۰۳′۴۶″ شمالی ۰۴۷°۳۴′۵۰″ شرقی / ۲۴٫۰۶۲۷۸°شمالی ۴۷٫۵۸۰۵۶°شرقی  | ۴٬۰۰۶  | ۱۳٬۱۴۳ |  |  |
| فرودگاه بین‌المللی العین                              | امارات متحده عربی                                               | ۲۴°۱۵′۴۲″ شمالی ۰۵۵°۳۶′۳۳″ شرقی / ۲۴٫۲۶۱۶۷°شمالی ۵۵٫۶۰۹۱۷°شرقی  | ۴٬۰۰۰  | ۱۳٬۱۲۳ |  |  |
| پایگاه هوایی الاسد                                   | عراق                                                            | ۳۳°۴۷′۰۸″ شمالی ۰۴۲°۲۶′۲۸″ شرقی / ۳۳٫۷۸۵۵۶°شمالی ۴۲٫۴۴۱۱۱°شرقی  | ۴٬۰۰۰  | ۱۳٬۱۲۳ |  |  |
| فرودگاه آنتونیو ماکئو                                | کوبا                                                            | ۱۹°۵۸′۱۱″ شمالی ۰۷۵°۵۰′۰۷″ غربی / ۱۹٫۹۶۹۷۲°شمالی ۷۵٫۸۳۵۲۸°غربی  | ۴٬۰۰۰  | ۱۳٬۱۲۳ |  |  |
| فرودگاه بین‌المللی آتن                                | یونان                                                           | ۳۷°۵۶′۱۱″ شمالی ۰۲۳°۵۶′۴۰″ شرقی / ۳۷٫۹۳۶۳۹°شمالی ۲۳٫۹۴۴۴۴°شرقی  | ۴٬۰۰۰  | ۱۳٬۱۲۳ |  |  |
| فرودگاه بین‌المللی بصره                               | عراق                                                            | ۳۰°۳۲′۵۶″ شمالی ۰۴۷°۳۹′۴۳″ شرقی / ۳۰٫۵۴۸۸۹°شمالی ۴۷٫۶۶۱۹۴°شرقی  | ۴٬۰۰۰  | ۱۳٬۱۲۳ |  |  |
| فرودگاه بین‌المللی بنگالورو                           | هند                                                             | ۱۲°۵۷′۰۴″ شمالی ۰۷۷°۴۰′۰۵″ شرقی / ۱۲٫۹۵۱۱۱°شمالی ۷۷٫۶۶۸۰۶°شرقی  | ۴٬۰۰۰  | ۱۳٬۱۲۳ |  |  |
| فرودگاه بین‌المللی بوریسپیل                           | اوکراین                                                         | ۵۰°۲۰′۴۱″ شمالی ۰۳۰°۵۳′۳۶″ شرقی / ۵۰٫۳۴۴۷۲°شمالی ۳۰٫۸۹۳۳۳°شرقی  | ۴٬۰۰۰  | ۱۳٬۱۲۳ |  |  |
| فرودگاه سیوداد ریل سنترال                            | اسپانیا                                                         | ۳۸°۵۱′۲۳″ شمالی ۰۰۳°۵۸′۱۲″ غربی / ۳۸٫۸۵۶۳۹°شمالی ۳٫۹۷۰۰۰°غربی   | ۴٬۰۰۰  | ۱۳٬۱۲۳ |  |  |
| فرودگاه بین‌المللی دن میگوئل هیدالگو وای کوستیا       | مکزیک                                                           | ۲۰°۳۱′۱۸″ شمالی ۱۰۳°۱۸′۴۰″ غربی / ۲۰٫۵۲۱۶۷°شمالی ۱۰۳٫۳۱۱۱۱°غربی | ۴٬۰۰۰  | ۱۳٬۱۲۳ |  |  |
| فرودگاه بین‌المللی دونتسک                             | اوکراین                                                         | ۴۸°۰۴′۳۰″ شمالی ۳۷°۴۴′۳۲″ شرقی / ۴۸٫۰۷۵۰۰°شمالی ۳۷٫۷۴۲۲۲°شرقی   | ۴٬۰۰۰  | ۱۳٬۱۲۳ |  |  |
| فرودگاه بین‌المللی دبی                                | امارات متحده عربی                                               | ۲۵°۱۵′۱۰″ شمالی ۰۵۵°۲۱′۵۲″ شرقی / ۲۵٫۲۵۲۷۸°شمالی ۵۵٫۳۶۴۴۴°شرقی  | ۴٬۰۰۰  | ۱۳٬۱۲۳ |  |  |
| فرودگاه بین‌المللی ال آلتو                            | بولیوی                                                          | ۱۶°۳۰′۴۸″ جنوبی ۰۶۸°۱۱′۳۲″ غربی / ۱۶٫۵۱۳۳۳°جنوبی ۶۸٫۱۹۲۲۲°غربی  | ۴٬۰۰۰  | ۱۳٬۱۲۳ |  |  |
| فرودگاه بین‌المللی فرانکفورت                          | آلمان                                                           | ۵۰°۰۱′۳۵″ شمالی ۰۰۸°۳۲′۳۵″ شرقی / ۵۰٫۰۲۶۳۹°شمالی ۸٫۵۴۳۰۶°شرقی   | ۴٬۰۰۰  | ۱۳٬۱۲۳ |  |  |
| فرودگاه بین‌المللی قاهره                              | مصر                                                             | ۳۰°۰۷′۱۹″ شمالی ۰۳۱°۲۴′۲۰″ شرقی / ۳۰٫۱۲۱۹۴°شمالی ۳۱٫۴۰۵۵۶°شرقی  | ۴٬۰۰۰  | ۱۳٬۱۲۳ |  |  |
| فرودگاه بین‌المللی غردقه                              | مصر                                                             | ۲۷°۱۰′۴۲″ شمالی ۰۳۳°۴۷′۵۸″ شرقی / ۲۷٫۱۷۸۳۳°شمالی ۳۳٫۷۹۹۴۴°شرقی  | ۴٬۰۰۰  | ۱۳٬۱۲۳ |  |  |
| فرودگاه بین‌المللی اینچن                              | کره جنوبی                                                       | ۳۷°۲۷′۴۸″ شمالی ۱۲۶°۲۶′۲۴″ شرقی / ۳۷٫۴۶۳۳۳°شمالی ۱۲۶٫۴۴۰۰۰°شرقی | ۴٬۰۰۰  | ۱۳٬۱۲۳ |  |  |
| فرودگاه بین‌المللی خوزه مارتی                         | کوبا                                                            | ۲۲°۵۹′۲۰″ شمالی ۰۸۲°۲۴′۳۲″ غربی / ۲۲٫۹۸۸۸۹°شمالی ۸۲٫۴۰۸۸۹°غربی  | ۴٬۰۰۰  | ۱۳٬۱۲۳ |  |  |
| فرودگاه بین‌المللی کانسای                             | ژاپن                                                            | ۳۴°۲۵′۴۴″ شمالی ۱۳۵°۱۴′۲۶″ شرقی / ۳۴٫۴۲۸۸۹°شمالی ۱۳۵٫۲۴۰۵۶°شرقی | ۴٬۰۰۰  | ۱۳٬۱۲۳ |  |  |
| فرودگاه خاباروفسک ناوی                               | روسیه                                                           | ۴۸°۳۱′۴۱″ شمالی ۱۳۵°۱۱′۱۸″ شرقی / ۴۸٫۵۲۸۰۶°شمالی ۱۳۵٫۱۸۸۳۳°شرقی | ۴٬۰۰۰  | ۱۳٬۱۲۳ |  |  |
| فرودگاه بین‌المللی ملک فهد                            | عربستان سعودی                                                   | ۲۶°۲۸′۱۶″ شمالی ۰۴۹°۴۷′۵۲″ شرقی / ۲۶٫۴۷۱۱۱°شمالی ۴۹٫۷۹۷۷۸°شرقی  | ۴٬۰۰۰  | ۱۳٬۱۲۳ |  |  |
| فرودگاه لوگزامبورگ - فیندل                           | لوکزامبورگ                                                      | ۴۹°۳۷′۳۵″ شمالی ۰۰۶°۱۲′۴۱″ شرقی / ۴۹٫۶۲۶۳۹°شمالی ۶٫۲۱۱۳۹°شرقی   | ۴٬۰۰۰  | ۱۳٬۱۲۳ |  |  |
| فرودگاه لیون-سینت اگزوپری                            | فرانسه                                                          | ۴۵°۴۳′۳۵″ شمالی ۰۰۵°۰۵′۲۷″ شرقی / ۴۵٫۷۲۶۳۹°شمالی ۵٫۰۹۰۸۳°شرقی   | ۴٬۰۰۰  | ۱۳٬۱۲۳ |  |  |
| فرودگاه مونیخ                                        | آلمان                                                           | ۴۸°۲۱′۱۴″ شمالی ۰۱۱°۴۷′۱۰″ شرقی / ۴۸٫۳۵۳۸۹°شمالی ۱۱٫۷۸۶۱۱°شرقی  | ۴٬۰۰۰  | ۱۳٬۱۲۳ |  |  |
| فرودگاه بین‌المللی ناریتا                             | ژاپن                                                            | ۳۵°۴۵′۵۳″ شمالی ۱۴۰°۲۳′۱۱″ شرقی / ۳۵٫۷۶۴۷۲°شمالی ۱۴۰٫۳۸۶۳۹°شرقی | ۴٬۰۰۰  | ۱۳٬۱۲۳ |  |  |
| فرودگاه بین‌المللی ریو دوژانیرو گالیائو               | برزیل                                                           | ۲۲°۴۸′۳۲″ جنوبی ۰۴۳°۱۴′۳۷″ غربی / ۲۲٫۸۰۸۸۹°جنوبی ۴۳٫۲۴۳۶۱°غربی  | ۴٬۰۰۰  | ۱۳٬۱۲۳ |  |  |
| فرودگاه بین‌المللی شانگهای پودنگ                      | جمهوری خلق چین                                                  | ۳۱°۰۸′۳۶″ شمالی ۱۲۱°۴۸′۱۹″ شرقی / ۳۱٫۱۴۳۳۳°شمالی ۱۲۱٫۸۰۵۲۸°شرقی | ۴٬۰۰۰  | ۱۳٬۱۲۳ |  |  |
| فرودگاه بین‌المللی سر سرتزه خاما                      | بوتسوانا                                                        | ۲۴°۳۲′۲۱″ جنوبی ۲۵°۵۵′۰۸″ شرقی / ۲۴٫۵۳۹۱۷°جنوبی ۲۵٫۹۱۸۸۹°شرقی   | ۴٬۰۰۰  | ۱۳٬۱۲۳ |  |  |
| فرودگاه چانگی سنگاپور                                | سنگاپور                                                         | ۰۱°۲۱′۰۱″ شمالی ۱۰۳°۵۹′۴۰″ شرقی / ۱٫۳۵۰۲۸°شمالی ۱۰۳٫۹۹۴۴۴°شرقی  | ۴٬۰۰۰  | ۱۳٬۱۲۳ |  |  |
| فرودگاه بین‌المللی سووارنابومی                        | تایلند                                                          | ۱۳°۴۰′۵۲″ شمالی ۱۰۰°۴۴′۵۰″ شرقی / ۱۳٫۶۸۱۱۱°شمالی ۱۰۰٫۷۴۷۲۲°شرقی | ۴٬۰۰۰  | ۱۳٬۱۲۳ |  |  |
| فرودگاه بین‌المللی تاشکند                             | ازبکستان                                                        | ۴۱°۱۵′۲۸″ شمالی ۰۶۹°۱۶′۵۲″ شرقی / ۴۱٫۲۵۷۷۸°شمالی ۶۹٫۲۸۱۱۱°شرقی  | ۴٬۰۰۰  | ۱۳٬۱۲۳ |  |  |
| فرودگاه زوهای سانزاهو                                | جمهوری خلق چین                                                  | ۲۲°۰۰′۲۵″ شمالی ۱۱۳°۲۲′۳۴″ شرقی / ۲۲٫۰۰۶۹۴°شمالی ۱۱۳٫۳۷۶۱۱°شرقی | ۴٬۰۰۰  | ۱۳٬۱۲۳ |  |  |

## دیگر فرودگاه‌ها
| نام فرودگاه                     | کشور                | مختصات                                                          | طول (متر) | طول (پا) |
| ------------------------------- | ------------------- | --------------------------------------------------------------- | --------- | -------- |
| پایگاه نیروی هوایی ادواردز, C   | ایالات متحده آمریکا | ۳۴°۵۵′۵۰″ شمالی ۱۱۷°۵۰′۱۶″ غربی / ۳۴٫۹۳۰۵۶°شمالی ۱۱۷٫۸۳۷۷۸°غربی | ۱۲٬۰۷۰    | ۳۹٬۶۰۰   |
| پایگاه پرواز فضایی وایت سندز, D | ایالات متحده آمریکا | ۳۲°۵۶′۳۶″ شمالی ۱۰۶°۲۵′۱۰″ غربی / ۳۲٫۹۴۳۳۳°شمالی ۱۰۶٫۴۱۹۴۴°غربی | ۱۰٬۶۶۸    | ۳۵٬۰۰۰   |
| پایگاه نیروی هوایی ادواردزC     | ایالات متحده آمریکا | ۳۴°۵۶′۳۵″ شمالی ۱۱۷°۵۱′۴۳″ غربی / ۳۴٫۹۴۳۰۶°شمالی ۱۱۷٫۸۶۱۹۴°غربی | ۸٬۹۸۸     | ۲۹٬۴۸۷   |
| پایگاه نیروی هوایی نلیسE        | ایالات متحده آمریکا | ۳۶°۱۴′۱۰″ شمالی ۱۱۵°۰۲′۰۳″ غربی / ۳۶٫۲۳۶۱۱°شمالی ۱۱۵٫۰۳۴۱۷°غربی | ۷٬۳۴۱     | ۲۴٬۰۸۵   |
| منطقه ۵۱/منطقه ۵۱F              | ایالات متحده آمریکا | ۳۷°۱۴′۰۶″ شمالی ۱۱۵°۴۸′۴۰″ غربی / ۳۷٫۲۳۵۰۰°شمالی ۱۱۵٫۸۱۱۱۱°غربی | ۷٬۰۹۳     | ۲۳٬۲۷۰   |
| پایگاه نیروی هوایی ادواردزC     | ایالات متحده آمریکا | ۳۴°۵۰′۴۰″ شمالی ۱۱۷°۵۱′۱۱″ غربی / ۳۴٫۸۴۴۴۴°شمالی ۱۱۷٫۸۵۳۰۶°غربی | ۷٬۰۴۱     | ۲۳٬۱۰۰   |
| پایگاه نیروی هوایی ادواردزC     | ایالات متحده آمریکا | ۳۴°۵۶′۴۳″ شمالی ۱۱۷°۵۲′۰۳″ غربی / ۳۴٫۹۴۵۲۸°شمالی ۱۱۷٫۸۶۷۵۰°غربی | ۷٬۰۳۷     | ۲۳٬۰۸۶   |
| پایگاه نیروی هوایی ادواردزC     | ایالات متحده آمریکا | ۳۴°۵۷′۲۶″ شمالی ۱۱۷°۵۰′۳۴″ غربی / ۳۴٫۹۵۷۲۲°شمالی ۱۱۷٫۸۴۲۷۸°غربی | ۶٬۷۵۹     | ۲۲٬۱۷۵   |
| پایگاه نیروی هوایی ادواردزG     | ایالات متحده آمریکا | ۳۴°۴۹′۵۶″ شمالی ۱۱۸°۰۳′۵۶″ غربی / ۳۴٫۸۳۲۲۲°شمالی ۱۱۸٫۰۶۵۵۶°غربی | ۶٬۴۳۷     | ۲۱٬۱۲۰   |
| پایگاه نیروی هوایی ادواردزG     | ایالات متحده آمریکا | ۳۴°۴۹′۵۶″ شمالی ۱۱۸°۰۳′۵۶″ غربی / ۳۴٫۸۳۲۲۲°شمالی ۱۱۸٫۰۶۵۵۶°غربی | ۶٬۴۳۷     | ۲۱٬۱۲۰   |
| فرودگاه شیگاتسه پیسH            | جمهوری خلق چین      | ۲۹°۲۱′۰۷″ شمالی ۰۸۹°۱۸′۴۱″ شرقی / ۲۹٫۳۵۱۹۴°شمالی ۸۹٫۳۱۱۳۹°شرقی  | ۴٬۹۰۰     | ۱۶٬۰۷۶   |
| پایگاه نیروی هوایی ادواردزC     | ایالات متحده آمریکا | ۳۴°۵۷′۲۲″ شمالی ۱۱۷°۵۰′۳۵″ غربی / ۳۴٫۹۵۶۱۱°شمالی ۱۱۷٫۸۴۳۰۶°غربی | ۴٬۵۷۲     | ۱۴٬۹۹۹   |